# Felsenmühle (Ehrenkirchen)

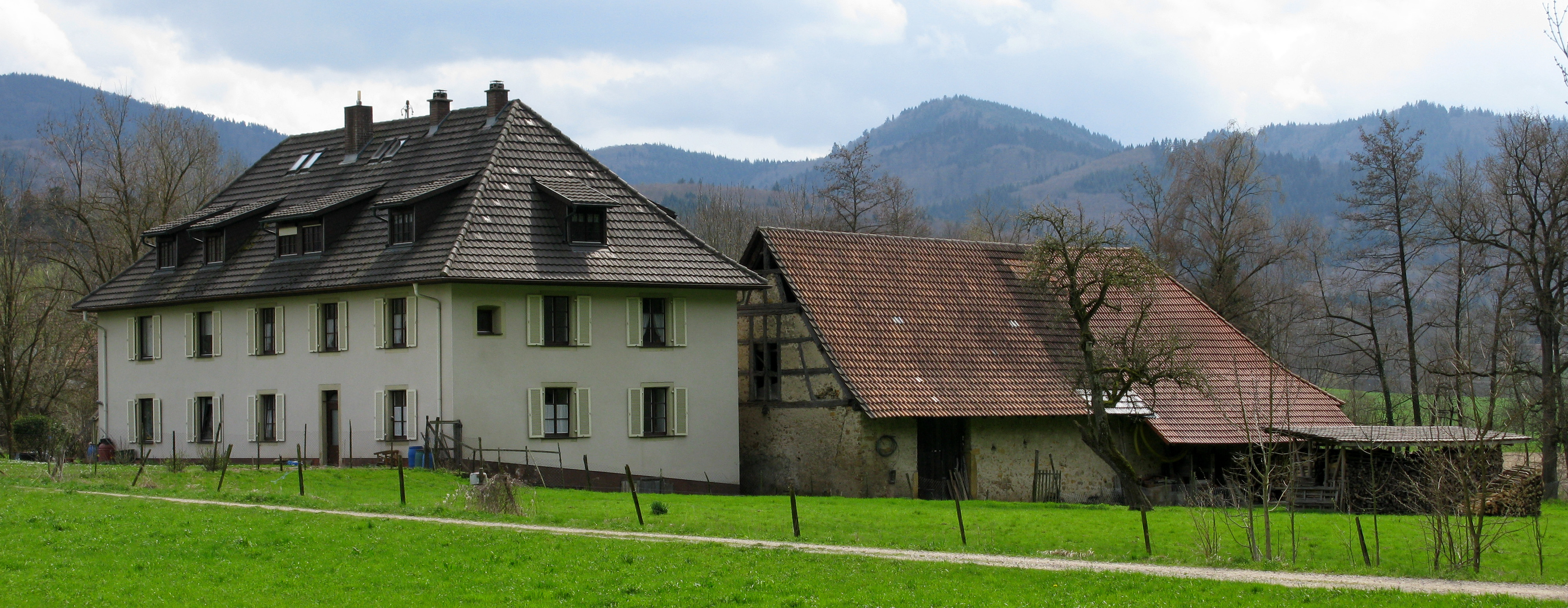
Felsenmühle

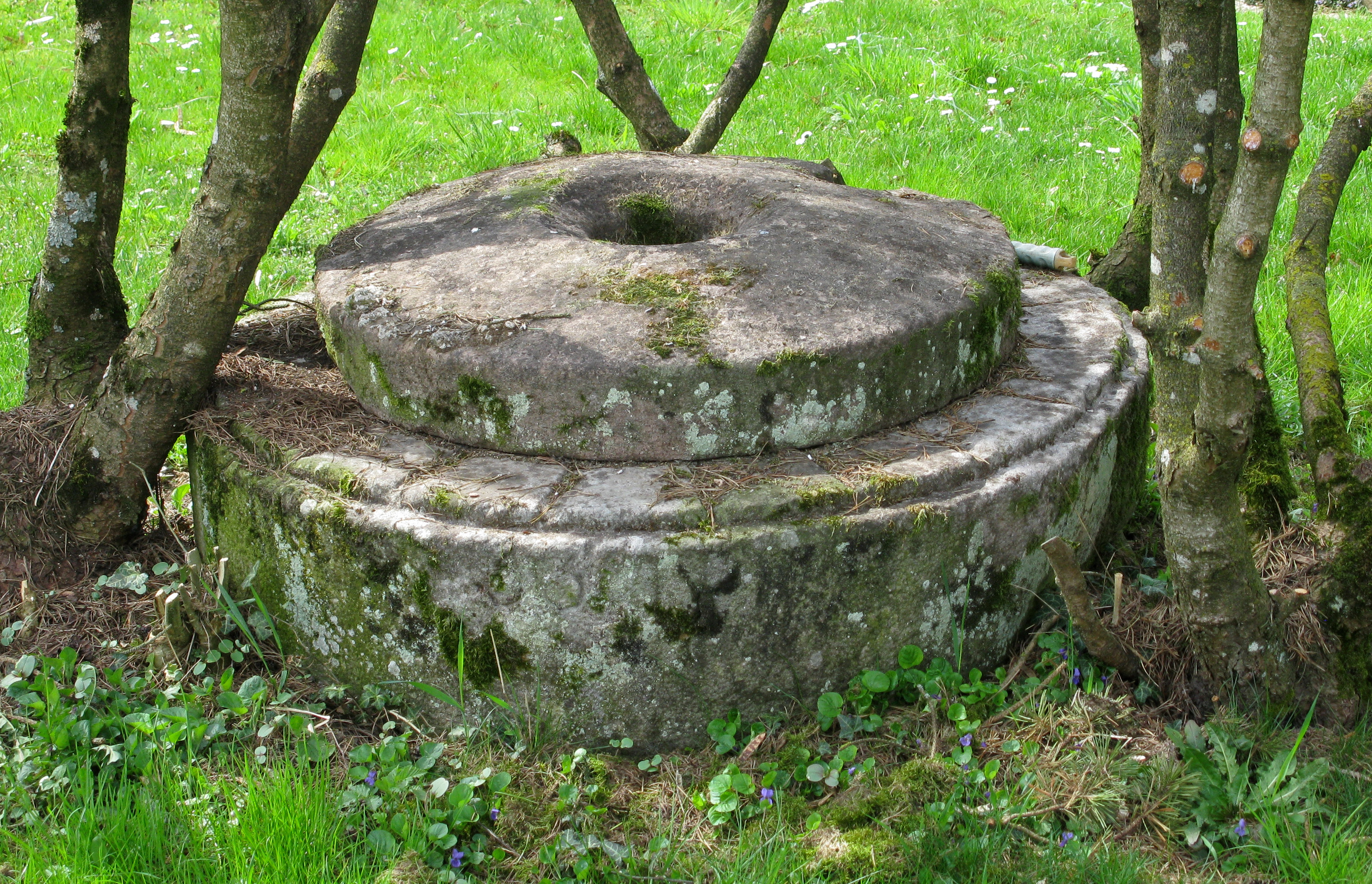
Alter Mühlstein

Die Felsenmühle in Gütighofen im Landkreis Breisgau-Hochschwarzwald war eine der letzten privaten Wassermühlen entlang der Möhlin.
Das Gebäude ist ein Überbleibsel aus der Hochgotik und wurde im Jahre 1341 zum ersten Mal erwähnt. Seit 1802 ist es in ständigem Besitz der Familie Knöbel. In den Archivalien des Karlsruher Generallandesarchivs befinden sich die erste Lagebeschreibung aus dem 14. Jahrhundert und die Aufzeichnungen über die Abgabe eines Michael Müller aus dem Jahre 1546 für seine „Mülle zu Gittighofen von Wasserfahl“. 1746 wird erstmals der Mühlenbesitzer „Felsenmüller“ genannt.
Das Mühlrad drehte sich bis 1972. Der letzte Müllermeister, Willi Knöbel, musste aus wirtschaftlichen Gründen und weil der Wassersturz am 5,20 Meter hohen Mühlrad das Fundament unterspült hatte, sein Gewerbe aufgeben. Der Mühlenteil des ehemaligen Dreiseitengehöfts wurde innerhalb von drei Jahren zum Wohnhaus umgebaut. Der hintere Teil des Gebäudes, welcher schon vorher als Wohnung diente, blieb erhalten. 1986 wurde auch der Dachstuhl der ehemaligen Mühle ausgebaut. 2001 wurde auch die einsturzgefährdete Scheune zum Wohnhaus umgebaut.